# The Big Little Person
Pour plus de détails, voir Fiche technique et Distribution.
The Big Little Person est un film muet américain réalisé par Robert Z. Leonard, sorti en 1919.

## Synopsis
Arathea Manning a perdu l'ouïe lors d'une épidémie de scarlatine chez les enfants à qui elle enseigne. Son fiancé Arthur Endicott, qui est impliqué avec une autre femme, se plaint de devoir toujours crier pour se faire entendre. Un inventeur, Gerald Staples, donne à Arathea un appareil pour restaurer son audition, mais un de ses élèves à problèmes le casse dans un accès de rage. Gerald demande à Arathea d'être secrétaire dans sa nouvelle société qui commercialise l'invention. Il tombe amoureux d'elle et joue du piano pour elle, même si elle n'entend que des bruits sourds. Arthur, frustré et jaloux de Gérald, broie la bague qu'il a donnée à Arathea sous son talon, la faisant s'évanouir et tomber sur la tête. Quand Gérald la trouve, il la réconforte en jouant du piano et ils découvrent que le choc lors de la chute a restauré son audition.

## Fiche technique
- Titre original : The Big Little Person
- Réalisation : Robert Z. Leonard
- Scénario : Bess Meredyth, d'après le roman de Rebecca Lane Hooper Eastman
- Production : Carl Laemmle
- Société de production : Universal Film Manufacturing Company
- Société de distribution : Universal Film Manufacturing Company
- Pays de production :  États-Unis
- Langue originale : anglais
- Format : Noir et blanc  — 35 mm — 1,33:1 — Film muet
- Genre : drame
- Durée : 6 bobines
- Dates de sortie : États-Unis : mai 1919
- Licence : Domaine public

## Distribution
- Mae Murray : Arathea Manning
- Clarissa Selwynne : Mme Manning
- Rudolph Valentino : Arthur Endicott
- Allan Sears (en) : Gerald Staples